# Чудо (фильм, 1991)
«Чудо» (англ. The Miracle) — кинофильм режиссёра Нила Джордана.

## Сюжет
Действие происходит в небольшом приморском ирландском курорте Брэй, где проводят свои каникулы юные Джимми и Роза. От скуки они придумывают об окружающих людях невероятные истории. Джимми увлекается одной из обсуждаемых девушек, блондинкой Рене. Она, похоже, тоже заинтересовалась им, однако по непонятным причинам держит юношу на расстоянии.